# Тельнов Максим Олександрович
Максим Олександрович Тельнов (нар. 5 липня 1988, Лозова, Харківська область, УРСР) — український футболіст, що грає на позиції воротаря.

## Життєпис
Максим Тельнов народився 5 липня 1988, Лозова Харківської області. Футболом розпочав займатися в рідному місті, перший тренер — Володимир Захарченко. У ДЮФЛУ з 2003 по 2005 роки захищав кольори донецького «Шахтаря», в футболці якого зіграв 29 матчів. У 2005 році підписав дорослий контракт з гірниками, але за головну команду «Шахтаря» не зіграв жодного поєдинку. З 2005 по 2008 роки провів 12 матчів у складі молодіжної команди клубу. В сезоні 2005/06 років також тренувався разом з донецьким «Шахтарем-2», але у складі цього клубу не зіграв жодного офіційного матчу. З 2005 по 2008 роки також виступав у «Шахтарі-3». Дебютував за третю команду гірників 3 червня 2006 року в програному (2:4) домашньому поєдинку 23-го туру групи В Другої ліги чемпіонату України проти харківського Газовика-ХГВ. Максим вийшов у стартовому складі та відіграв увесь матч. У складі третьої команди гірників зіграв 37 матчів, в яких пропустив 54 м'ячі.
У 2009 році перейшов до іншого донецького клубу, «Олімпіка». У складі донецького клубу дебютував 4 квітня 2009 року в програному (0:3) виїзному поєдинку 22-го туру групи Б Другої ліги чемпіонату України проти дніпродзержинської «Сталі». Тельнов вийшов у стартовому складі та відіграв увесь матч. Проте закріпитися в «Олімпіку» Максиму не вдалося. У складі клубу в чемпіонаті України зіграв 12 матчів, в яких пропустив 17 м'ячів.
У пошуках ігрової практики в липні 2010 року перейшов до алчевської «Сталі». У складі нового клубу дебютував 22 вересня 2010 року в переможному (3:1) домашньому поєдинку 1/16 фіналу кубку України проти білоцерківського «Арсеналу». Максим вийшов на поле на 52-й хвилині, замінивши Анатолія Пилипенка. У Перші лізі чемпіонату України дебютував за сталеварів 23 квітня 2011 року в нічийному (1:1) домашньому поєдинку проти овідіопольського «Дністра». Тельнов вийшов на поле на 46-й хвилині, замінивши Анатолія Пилипенка. Проте й у «Сталі» був резервним воротарем. За час свого перебування в команді у Першій лізі України зіграв 3 матчі, в яких пропустив 3 м'ячі. Ще 1 поєдинок провів у Кубку України. При цьому в сезонах 2012/13 та 2013/14 років не зіграв жодного офіційного поєдинку.
У 2015 році перейшов до куп'янського «Локомотива», який виступав у чемпіонаті Харківської області. У складі куп'янського клубу зіграв 22 матчі. Того ж року перейшов до рівненського «Вереса». У середині березня 2016 року за обопільною згодою сторін розірвав контракт з клубом. З 2016 по 2017 роки виступав за «Квадро» (Первомайський) у аматорському чемпіонаті України. 
У квітні 2017 року перейшов до харківського клубу «Металіст 1925». Дебютний матч Тельнова за цю команду збігся з дебютом «Металіста 1925» у професійних турнірах. Це відбулось 9 липня 2017 року в Харкові у грі 1/64 фіналу Кубку України проти тернопільської «Ниви». Основний і додатковий час гри закінчилися внічию 2:2, а в серії пенальті з рахунком 3:4 перемогла «Нива». Тельнов відіграв увесь матч. Ця гра виявилася для воротаря єдиною, проведеною за «Металіст 1925», і 15 грудня 2017 року він завершив співпрацю з цим клубом.
У 2018 році виступав за аматорську команду «Олімпія» (Савинці), зокрема провів два матчі в Кубку України серед аматорів 2018/19.